# Comuna Halaikivți, Murovani Kurîlivți
Halaikivți (în ucraineană Галайківці) este o comună în raionul Murovani Kurîlivți, regiunea Vinnița, Ucraina, formată din satele Halaikivți (reședința) și Volodîmîrivka.

## Demografie
Componența lingvistică a satului Halaikivți
     Ucraineană (98,78%)
     Alte limbi (1,23%)
Conform recensământului din 2001, majoritatea populației satului Halaikivți era vorbitoare de ucraineană (98,78%), existând în minoritate și vorbitori de alte limbi.